# 贺跃辉
贺跃辉（1963年—），中南大学粉末冶金研究院副院长、教授。担任中国材料学会理事，中国材料学会超硬材料及制品分会副主任，入选中华人民共和国教育部2008年度"长江学者"特聘教授，享受中国国务院政府特殊津贴。